# Botanophila turcica
Botanophila turcica este o specie de muște din genul Botanophila, familia Anthomyiidae. A fost descrisă pentru prima dată de Henig în anul 1972.
Este endemică în Turkey. Conform Catalogue of Life specia Botanophila turcica nu are subspecii cunoscute.